# Carolina Rivas (Schauspielerin)
Carolina Rivas Suárez (* 4. März 1978 in Santo Domingo) ist eine dominikanische Sängerin, Schauspielerin und Theaterproduzentin.
Rivas wirkte bereits zweijährig an Werbesendungen im Fernsehen mit. Ab dem vierten Lebensjahr hatte sie Tanzunterricht und lernte Ballett-, Jazz-, Flamenco- und Diskotanz. Später besuchte sie das Colegio San Judas Tadeo und studierte an der Universidad Iberoamericana (UNIBE). Als Theaterschauspielerin war sie am Teatro Nacional und am Palacio de Bellas Artes erfolgreich in Stücken wie Les Miserables und Chicago. Mit einem Premio Casandra als Schauspielerin des Jahres wurde sie 2006 für ihre Rolle der Norma Cassidy in Victor/Victoria und 2011 für die Rolle der Roxie Hart in Chicago ausgezeichnet. Als Theaterproduzentin wurde sie 2009 und 2011 für einen Premio Casandra nominiert. Ihr Debüt als Filmschauspielerin hatte sie 2011 in Jorge und Luis Morillos 3 al Rescate.

## Quelle
- Carolina Rivas bei IMDb

| Personendaten    | Personendaten                                                  |
| ---------------- | -------------------------------------------------------------- |
| NAME             | Rivas, Carolina                                                |
| ALTERNATIVNAMEN  | Rivas Suárez, Carolina (vollständiger Name)                    |
| KURZBESCHREIBUNG | dominikanische Sängerin, Schauspielerin und Theaterproduzentin |
| GEBURTSDATUM     | 4. März 1978                                                   |
| GEBURTSORT       | Santo Domingo                                                  |